# Fréniches
Fréniches és un municipi francès, situat al departament de l'Oise i a la regió dels Alts de França. L'any 2007 tenia 296 habitants.

## Demografia

### Població
El 2007 la població de fet de Fréniches era de 296 persones. Hi havia 112 famílies de les quals 33 eren unipersonals (8 homes vivint sols i 25 dones vivint soles), 29 parelles sense fills i 50 parelles amb fills.
La població ha evolucionat segons el següent gràfic:
Habitants censats

### Habitatges
El 2007 hi havia 146 habitatges, 112 eren l'habitatge principal de la família, 21 eren segones residències i 12 estaven desocupats. 143 eren cases i 3 eren apartaments. Dels 112 habitatges principals, 93 estaven ocupats pels seus propietaris, 15 estaven llogats i ocupats pels llogaters i 4 estaven cedits a títol gratuït; 7 tenien dues cambres, 27 en tenien tres, 32 en tenien quatre i 46 en tenien cinc o més. 60 habitatges disposaven pel capbaix d'una plaça de pàrquing. A 45 habitatges hi havia un automòbil i a 55 n'hi havia dos o més.

### Piràmide de població
La piràmide de població per edats i sexe el 2009 era:
| Homes | Edats   | Dones |
| ----- | ------- | ----- |
| 0     | 95 o +  | 4     |
| 0     | 90 a 94 | 8     |
| 0     | 85 a 89 | 0     |
| 0     | 80 a 84 | 4     |
| 8     | 75 a 79 | 8     |
| 0     | 70 a 74 | 8     |
| 12    | 65 a 69 | 8     |
| 12    | 60 a 64 | 16    |
| 8     | 55 a 59 | 4     |
| 4     | 50 a 54 | 4     |
| 4     | 45 a 49 | 4     |
| 4     | 40 a 44 | 8     |
| 8     | 35 a 39 | 12    |
| 12    | 30 a 34 | 4     |
| 12    | 25 a 29 | 16    |
| 9     | 20 a 24 | 16    |
| 4     | 15 a 19 | 8     |
| 4     | 10 a 14 | 8     |
| 12    | 5 a 9   | 8     |
| 16    | 0 a 4   | 16    |

## Economia
El 2007 la població en edat de treballar era de 168 persones, 138 eren actives i 30 eren inactives. De les 138 persones actives 129 estaven ocupades (72 homes i 57 dones) i 9 estaven aturades (3 homes i 6 dones). De les 30 persones inactives 13 estaven jubilades, 7 estaven estudiant i 10 estaven classificades com a «altres inactius».

### Ingressos
El 2009 a Fréniches hi havia 118 unitats fiscals que integraven 300 persones, la mediana anual d'ingressos fiscals per persona era de 17.056,5 €.

### Activitats econòmiques
Dels 7 establiments que hi havia el 2007, 1 era d'una empresa de fabricació de material elèctric, 2 d'empreses de fabricació d'altres productes industrials, 1 d'una empresa de construcció, 1 d'una empresa de comerç i reparació d'automòbils, 1 d'una entitat de l'administració pública i 1 d'una empresa classificada com a «altres activitats de serveis».
L'únic servei als particulars que hi havia el 2009 era un paleta.
L'any 2000 a Fréniches hi havia 4 explotacions agrícoles.

## Equipaments sanitaris i escolars
El 2009 hi havia una escola elemental integrada dins d'un grup escolar amb les comunes properes formant una escola dispersa.

## Poblacions més properes
El següent diagrama mostra les poblacions més properes.